# چیتن
چیتن نو کیمی (به ژاپنی: 治天の君)، (Chiten no Kimi) اصطلاحی است برای اشاره به امپراتور یا دایجو تننو (امپراتور بازنشسته) که قدرت واقعی امور دولتی را به عنوان رئیس خاندان سلطنتی از اواخر دوره باستان تا قرون وسطی در ژاپن اختیار داشت. چیتن نو کیمی به عنوان یک حاکم واقعی حکومت می‌کرد. با این حال، در مورد «چیتن نو کیمی»، موقعیتی وجود دارد که شامل امپراتور حاکم می‌شود ]، و موقعیتی که امپراتور حاکم را مستثنی می‌کند و به امپراتور بازنشسته محدود می‌شود. دولت اینسی را اداره می‌کند.
اگر دایجو تننو (امپراتور بازنشسته) چیتن نو کیمی باشد، امپراتور کیمی سلطنتی نامیده می‌شود. علاوه بر این، برخلاف حکومت اینسی که توسط امپراتور بازنشسته به عنوان چیتن نو کیمی انجام می‌شود، نقش امپراتور در امور سیاسی به عنوان چیتن نو کیمی شین سی نامیده می‌شود. چیتن نو کیمی را چیتنکا، چیتن و سیمو نیز می‌نامیدند.